# Хюстън (окръг, Джорджия)
Окръг Хюстън (на английски: Houston County) е окръг в щата Джорджия, Съединени американски щати. Площта му е 984 km², а населението - 131 016 души. Административен център е град Пери.